# TRIZ
TRIZ ist das russische Akronym für „теория решения изобретательских задач“ (Teoria reschenija isobretatjelskich sadatsch), was sinngemäß übersetzt bedeutet: „Theorie des erfinderischen Problemlösens“ oder „Theorie zur Lösung erfinderischer Probleme“ bzw. im Englischen „Theory of Inventive Problem Solving (TIPS)“. Die Wirksamkeit des TRIZ-Konzepts ist dabei umstritten.

## Methodik
Die Methodik wurde von Genrich Saulowitsch Altschuller und Rafael Borissowitsch Shapiro unter Einfluss von Dmitri Dmitrijevitsch Kabanov um 1954–1956 ins Leben gerufen. Im Nachhinein wurde der Beginn der Forschungen oft mit 1948 oder gar 1946 durch G. Altschuller angegeben. Diese früheren Daten konnten jedoch nicht dokumentarisch belegt werden (vgl. „Wie viele Eltern hat die TRIZ?“).

TRIZ-Vorgehen zum kreativen Problemlösen

TRIZ entstand auf der Basis der Annahme, dass durch die Sichtung einer großen Anzahl von Patentschriften, anschließende Auswahl und Werten derjenigen, die technischen Durchbrüche beschreiben, allgemeingültige innovative Prinzipien und sogar Gesetze des Erfindens zu entdecken wären. So erkannten G. Altschuller und R. Shapiro bereits 1956 drei wesentliche Gesetzmäßigkeiten:
1. Einer großen Anzahl von Erfindungen liegt eine vergleichsweise kleine Anzahl von allgemeinen Lösungsprinzipien zugrunde.
2. Erst das Überwinden von Widersprüchen macht innovative Entwicklungen möglich.
3. Die Evolution technischer Systeme folgt bestimmten Mustern und Gesetzen.

Mit Hilfe dieser Methode versuchen Erfinder, ihre Arbeit zu systematisieren, um schneller und effizienter zu neuen Problemlösungen zu kommen. Die TRIZ-Methode hat sich inzwischen weltweit verbreitet und ist „in stürmischer Entwicklung begriffen“ (Zobel).
Die TRIZ enthält eine Reihe von methodischen Werkzeugen, die es erleichtern, ausgehend von einer Zielbeschreibung ein spezifisches technisches Problem zu definieren und zu analysieren, um es auf seine abstrakten Bestandteile herunterzubrechen und eine Lösung im abstrakten Raum zu finden. Im Anschluss daran wird die abstrakte Lösung kreativ in mögliche spezifische Lösungen übersetzt; aus dieser Menge wird eine Lösung ausgewählt.
Damit wird vermieden, dass vorschnell vom Problem auf eine Lösung geschlossen wird. TRIZ greift stattdessen auf einen Vorrat bereits existierender Lösungsverfahren zurück.
Die Methoden der klassischen TRIZ sind:
1. Innovationsprinzipien und Widerspruchstabelle
2. Separationsprinzipien zur Lösung physikalischer Widersprüche
3. Algorithmus oder auch Schrittverfahren zur Lösung der Erfindungsprobleme (ARIZ)
4. System von 76 Standardlösungen und Stoff-Feld-Analyse (SFA, früher auch WEPOL-Analyse (russisch) genannt)
5. S-Kurven und Gesetze der Entwicklung von Systemen (Evolutionsgesetze der technischen Entwicklung, Gesetzmäßigkeiten der technischen Evolution)
6. Prinzip (Gesetz) der Idealität
7. Modellierung technischer Systeme mit Hilfe „Kleiner Männchen“ (Zwerge-Modelle)

Weitere Methoden, die der TRIZ zugeordnet werden, die aber nicht in der klassischen Lehre enthalten sind, sondern durch Schüler von Altschuller entwickelt wurden, sind:
1. Innovations-Checkliste (Innovation Situation Questionaire)
2. Funktionsstruktur nach TRIZ (eine Art Ursache-Wirkungs-Diagramm, das aber nicht dem Ursache-Wirkungs-Diagramm von Ishikawa Kaoru entspricht, wird auch Problemformulierung genannt)
3. SAO-Funktionsmodell (Subject-Action-Object, ein erweitertes Funktionsmodell, das auf der Basisarbeit von Miles zur „Wertanalyse“ beruht)
4. Prozessanalyse
5. GZK-Operator (Größe-Zeit-Kosten)
6. Antizipierende Fehlererkennung
7. Ressourcen-Checklisten

## Widerspruchstabelle und 40 innovative Prinzipien
Meist wird unter der TRIZ nicht die oben genannte Sammlung der Methoden und Werkzeuge verstanden, sondern es wird nur auf die Widerspruchstabelle und die 40 innovativen Prinzipien als „das TRIZ“ verwiesen. Diese sind aber in der Fachwelt bezogen auf Umgang und Wirkungsweise umstritten.
Die TRIZ enthält 40 Prinzipien oder auch „40 Regeln der Innovation“ (teilweise auch 40 innovative Prinzipien, 40 IGP – 40 innovative Grundprinzipien genannt). Eine dieser Regeln ist das „Prinzip der Steckpuppe (Matrjoschka)“ (auch „Integration“ genannt): Man überführe ein Objekt in das Innere eines anderen.
Diese abstrakten Regeln sind im Einzelnen:
1. Zerlegung
2. Abtrennung
3. Örtliche Qualität
4. Asymmetrie
5. Kopplung
6. Universalität
7. Integration (Steckpuppe, Matrjoschka)
8. Gegengewicht (Gegenmasse)
9. Vorherige Gegenwirkung (vorgezogene Gegenwirkung)
10. Vorherige Wirkung (vorgezogene Wirkung)
11. Prinzip des „vorher untergelegten Kissens“ (Prävention)
12. Äquipotentialität
13. Funktionsumkehr (Inversion)
14. Kugelähnlichkeit (Sphäroidalität)
15. Dynamisierung
16. Partielle oder überschüssige Wirkung
17. Übergang zu anderen Dimensionen (Übergang zur höheren Dimension)
18. Ausnutzung mechanischer Schwingungen
19. Periodische Wirkung
20. Kontinuität der nützlichen Wirkung (Kontinuität der Wirkprozesse)
21. Prinzip des Durcheilens (Überspringen)
22. Umwandlung von Schädlichem in Nützliches
23. Rückkopplung (Feedback)
24. Prinzip des „Vermittlers“
25. Selbstbedienung
26. Kopieren
27. Billige Kurzlebigkeit anstelle teurer Langlebigkeit
28. Ersetzen des mechanischen Systems (Ersatz mechanischer Wirkprinzipien)
29. Anwendung von Pneumo- und Hydrosystemen
30. Anwendung biegsamer Hüllen und dünner Folien
31. Verwendung poröser Werkstoffe
32. Farbveränderung
33. Gleichartigkeit (Homogenität)
34. Beseitigung und Regenerierung der Teile
35. Veränderung der physikalischen und chemischen Eigenschaften (Veränderung des Aggregatzustandes)
36. Anwendung von Phasenübergängen
37. Anwendung der Wärmeausdehnung
38. Anwendung starker Oxydationsmittel
39. Anwendung eines trägen Mediums (Verwendung eines inerten Mediums)
40. Anwendung von Verbundwerkstoffen (Anwendung zusammengesetzter Stoffe)

Genutzt werden diese Regeln zumeist in Verbindung mit einer sogenannten Widerspruchsmatrix oder Widerspruchstabelle. Diese Matrix hat in der ersten Zeile und der ersten Spalte jeweils (in identischer Reihenfolge) verschiedene technische Parameter aufgetragen. In den einzelnen Feldern der Matrix stehen sich somit (ähnlich einer Saison-Spieletabelle beim Fußball) die einzelnen Parameter gegenüber. Die Diagonale der Matrix bleibt leer, weil sich hier jeweils ein und derselbe Parameter gegenübersteht (das wäre mit den physikalischen Widersprüchen zu lösen). Was die anderen Felder anbelangt, so wird davon ausgegangen, dass sich der zugeordnete Parameter in der Spalte verbessern soll, während sich der Parameter in der zugehörigen Zeile dadurch verschlechtert. Hierin liegt der Widerspruch. Das Feld, in dem sich Zeile und Spalte kreuzen, nennt anhand einzelner Nummern die innovativen Grundsatzregeln der TRIZ, die helfen können, diesen Widerspruch zu überwinden.
Ein Entwickler, der mit der Widerspruchsmatrix arbeitet, muss sich also zuerst darüber klar werden, welche Parameter des von ihm entwickelten Systems sich verbessern sollen. Sodann muss er ermitteln, welche anderen Parameter sich durch diese Verbesserungen üblicherweise verschlechtern würden. Schließlich abstrahiert der Entwickler diese Parameter, so dass er sie Parametern der ersten Zeile und Spalte der Widerspruchsmatrix zuordnen kann. Letztendlich gelangt er hiermit zu den abstrakten Regeln der TRIZ, die geeignet sind, bei der Überwindung der im Rahmen der Entwicklung auftretenden Widersprüche zu helfen. Anhand von Beispielen und der Konkretisierung der Regeln auf den Entwicklungsgegenstand hin werden Gedanken angeregt, wie die bestehenden Entwicklungswidersprüche zu überwinden sind.
Ein Beispiel eines Widerspruchs ist der Konflikt zwischen dem Wunsch nach Massereduzierung eines Bauteils und seiner geforderten Festigkeit, den man evtl. durch das Prinzip der Verwendung poröser Werkstoffe lösen kann. Ein weiteres Beispiel für die Wirksamkeit eines der genannten Lösungsprinzipien, nämlich der „Abtrennung“ ist die Verlagerung des Kondensationsprozesses aus dem Zylinder in einen Kondensator in der Dampfmaschine von James Watt im Unterschied zur Maschinen Newcomens, bei der die Kondensation des Dampfes – verbunden mit hohen Energieverlusten – im Zylinder erfolgte. Für eine genaue Erläuterung und Konkretisierung der Regeln der TRIZ sowie Beispiele sei auf die unten genannte Fachliteratur verwiesen.
Dass Altschuller selbst noch die Prinzipien 41 bis 50 aufgestellt hat, welche es wegen mangelnder Belegbarkeit nicht in die offizielle Liste geschafft haben, ist den meisten deutschsprachigen TRIZ-Kennern nicht bewusst.

### Effektivität der Tabelle
Die von der Widerspruchstabelle vorgeschlagenen Lösungsprinzipien liefern in der Regel keine fertigen Lösungen, sondern regen den Anwender an, in die richtige Richtung zu denken. Oft findet man die Lösung in der Kombination unterschiedlicher Prinzipien.
In der Praxis ist es aber nicht einfach, für eine konkrete Aufgabe einen technischen Widerspruch mit Hilfe der Widerspruchstabelle präzise zu formulieren. Eine Vereinfachung wäre deshalb eine direkte zeitsparende Anwendung von Innovationsprinzipien in der Reihenfolge ihrer statistischen Anwendungshäufigkeit.
Nach der Erfahrung zahlreicher Problemlösungen (Pavel Livotov, Wladimir Petrow) liefern die ersten 10 Prinzipien aus dieser Liste brauchbare Lösungsansätze für ca. 60 % aller Aufgabenstellungen:
- 35. Veränderung der physikalischen und chemischen Eigenschaften
- 10. Vorherige Wirkung
- 1. Zerlegung
- 28. Ersetzen des mechanischen Systems
- 2. Abtrennung
- 15. Dynamisierung
- 19. Periodische Wirkung
- 18. Ausnutzung mechanischer Schwingungen
- 32. Farbveränderung
- 13. Funktionsumkehr (Inversion)

Grundsätzlich sind die 40 Innovationsprinzipien zur Lösung leichter bis mittelschwerer Probleme gut geeignet.

### Alternatives Vorgehen nach S. Fayer
Nach Fayer hat die Widerspruchstabelle ausgedient. Er schlägt eine Einteilung der Innovationsprinzipien in vier Gruppen vor. Diese können verwendet werden, um spezielle Problemstellungen anzugehen. Es werden die folgenden Gruppen und ihnen zugeordneten innovativen Prinzipien vorgeschlagen:
- Gruppe 1: Sie wollen etwas an einer Substanz verändern (Quantität, Qualität, Struktur, Form):
1, 2, 3, 4, 7, 14, 17, 30, 31, 40
- Gruppe 2: Sie wollen schädliche Interaktionen oder Faktoren beseitigen:
9, 10, 11, 12, 13, 19, 21, 23, 24, 26, 33, 39
- Gruppe 3: Sie wollen Kosten reduzieren, die Effektivität erhöhen und/oder die Idealität verbessern:
5, 6, 15, 16, 20, 25, 26, 34
- Gruppe 4: Sie wollen wissenschaftliche Effekte, Felder und spezielle Substanzen benutzen:
8, 18, 28, 29, 32, 35, 36, 37, 38 + 30, 31, 40

### Matrix 2003
Mit der Matrix 2003 wird die klassische Widerspruchsmatrix in überarbeiteter Form wieder aufgelegt. Die Autoren erkannten den Wert der Matrix, waren sich aber auch der negativen Seiten und der Probleme bewusst. Deshalb trieben sie eine Patentrecherche voran, in der sie 150.000 Patente sichteten, um ein Update der Widerspruchsmatrix zu schaffen. Die neue Matrix 2003 hat 48 technische Parameter und es werden zusätzlich zu den 40 innovativen Prinzipien noch 37 der wichtigsten Kombinations- und Spezialprinzipien vorgestellt. In ihren Patentstudien fanden die Autoren heraus, dass die Trefferwahrscheinlichkeit der Matrix 2003 anhand „zufällig“ ausgewählter Beispiele wesentlich höher sei als mit der alten Matrix.

## Physikalische Widersprüche und Separationsprinzipien
Ein physikalischer Widerspruch tritt ein, wenn ein und derselbe Parameter eines technischen Systems gleichzeitig zwei Zustände einnehmen müsste. Das heißt zum Beispiel, dass ein Gegenstand gleichzeitig heiß und kalt sein müsste. Die physikalischen Widersprüche können innerhalb der technischen Widersprüche gefunden werden, d. h. im Kern geht jeder technische Widerspruch auf physikalische Widersprüche zurück. In der Widerspruchstabelle entspricht das der Diagonalen, auf der kein Widerspruch steht. Der physikalische Widerspruch basiert auf sich gegenseitig ausschließenden Zuständen, die auf eine einzelne Funktion, eine Komponente oder die Funktion des Gesamtsystems bezogen ist (Herb, S. 131).
Um einen physikalischen Widerspruch aufzulösen, kennt die TRIZ vier Separationsprinzipien:
- Separation im Raum
- Separation in der Zeit
- Separation innerhalb eines Objekts und seiner Teile
- Separation durch Bedingungswechsel

## Zwerge-Modell
Begriffsklärung: Das Zwerge-Modell wird in den ersten Übersetzungen auch als Modellierung mit Hilfe „kleiner Figuren“ und als Verfahren der kleinen Figuren (VKF) bezeichnet. Ferner kann man die Bezeichnung Schlaue Zwerge, Zwergetechnik, Die kleinen Zwerge oder Modell der cleveren Zwerge lesen.
Beschreibung: Mit dem Zwerge-Modell versucht man, die Unzulänglichkeiten der persönlichen Analogie (Identifikation) in der Synektik zu umgehen. Der Mensch hat nämlich damit Probleme, sich vorzustellen, dass sein Körper zerstört oder beschädigt wird. Daher vermeidet der menschliche Geist diese Denkrichtungen. Mit dem Zwerge-Modell wird das dadurch umgangen, dass man sich das Objekt aus einer Vielzahl von Zwergen zusammengesetzt vorstellt.

## Gesetze der Entwicklung von Systemen
Begriffsklärung: Neben dem Originalbegriff Gesetze der Entwicklung von Systemen (Altschuller, S. 186) werden auch Definitionen wie Technische Entwicklungstrends, Gesetzmäßigkeiten der technischen Evolution oder Evolutionsprinzipien technischer Systeme verwendet. Im englischen Sprachgebrauch verwendet man für dieses Tool die folgenden Bezeichnungen: Trends of Evolution, Trends of Technological Evolution, Patterns of Evolution oder TESE – Trends of Engineering System Evolution.
Beschreibung: Die Gesetze der Entwicklung von Systemen geben Hinweise, wie sich ein technisches System entwickeln wird. Dabei stützt man sich auf die Beobachtungen in der Historie und kann somit gewisse Voraussagen treffen. Diese Voraussagen sind sehr abstrakt und stellen eher eine Aufgabenstellung oder eine Vision dar, die es ermöglicht, Ideen für konkrete weitere Schritte zu entwickeln.
In der Literatur finden sich momentan nur die 8 Gesetze, die Altschuller selbst aufgestellt hat oder die acht von Terninko, Zusman und Zlotin. Es gibt aber umfangreiche weitere Arbeiten zu diesen Entwicklungsgesetzen, die ein wesentlich verbessertes Arbeiten zulassen. Im Folgenden werden die 8 Gesetze genannt, wie sie von Altschuller beschrieben wurden:
1. Gesetz der Vollständigkeit der Teile eines Systems: Notwendige Bedingungen für die Lebensfähigkeit eines technischen Systems ist das Vorliegen der Hauptteile des Systems und eine minimale Funktionsfähigkeit derselben.
2. Gesetz der „energetischen Leitfähigkeit“ eines Systems: Eine notwendige Bedingung für die Lebensfähigkeit eines technischen Systems ist der Energiefluss durch alle Teile des Systems.
3. Gesetz der Abstimmung der Rhythmik der Teile eines Systems: Eine notwendige Bedingung für die Lebensfähigkeit eines technischen Systems ist die Abstimmung der Rhythmik (der Schwingungsfrequenz, der Periodizität) aller Teile des Systems.
4. Gesetz der Erhöhung des Grades der Idealität eines Systems: Die Entwicklung aller Systeme verläuft in Richtung auf die Erhöhung des Grades der Idealität.
5. Gesetz der Ungleichmäßigkeit der Entwicklung der Teile eines Systems: Die Entwicklung der Teile eines Systems verläuft ungleichmäßig; je komplizierter das System ist, umso ungleichmäßiger verläuft die Entwicklung seiner Teile.
6. Gesetz des Übergangs in ein Obersystem: Nach Erschöpfung seiner Entwicklungsmöglichkeiten wird ein System als ein Teil in ein Obersystem aufgenommen: Dabei erfolgt die weitere Entwicklung auf der Ebene des Obersystems.
7. Gesetz des Übergangs von der Makroebene zur Mikroebene: Die Entwicklung der Arbeitorgane eines Systems erfolgt zunächst auf der Makroebene und anschließend auf der Mikroebene.
8. Gesetz der Erhöhung des Anteils von Stoff-Feld-Systemen: Die Entwicklung technischer Systeme verläuft in Richtung auf die Erhöhung des Anteils und der Rolle von Stoff-Feld-Wechselwirkungen.

## Idealität
Begriffsklärung: Die Idealität gehört eigentlich zu den Gesetzen der Entwicklung von Systemen. Sie wird aber oft als eigenständiges Werkzeug betrachtet. Das Ideale Endresultat (IER) (englisch Ideal Final Result (IFR)) ist ein Hilfskonstrukt, das im ARIZ vorkommt, und wird oft mit der Idealität verwechselt.
Beschreibung: Ein ideales System ist ein System, das nicht existiert, dessen Funktionen aber dennoch ausgeführt werden. Seine Massen, Volumina und Flächen streben gegen Null, ohne seine Fähigkeit zu verringern, Leistung zu erbringen. Wenn man sich das an einem Telefon vorstellt, wird es vielleicht leichter. Eigentlich will man ja kein Telefon, sondern man will „mit einer Person (in der Ferne) sprechen“. Diese Funktion soll immer erhalten bleiben, das Gerät sollte aber in seinen Dimensionen auf Null reduziert werden. Wenn man sich nun die Entwicklung von den ersten Telefonen bis zu den modernen Mobiltelefonen ansieht, kann man dies leicht nachvollziehen.
Unter der Idealität versteht man meist die Summe aller nützlichen Funktionen über der Summe aller schädlichen Funktionen, wobei zu den schädlichen Funktionen teilweise auch die Kosten gerechnet werden. Vladimir Petrov und Avraam Seredinski geben den Idealitätslevel folgendermaßen an:
{\displaystyle I=\alpha {\frac {\sum F_{i}Q_{i}}{\sum C_{j}+\sum \beta _{k}H_{k}}}\Rightarrow \infty }
dabei steht

I – Idealitätslevel;

F – nützliche Funktion;

Q – Qualität der nützlichen Funktion;

C – Zeit und Kosten für die Implementierung der nützlichen Funktion;

H – Schädliches;

α,β – Anpassungsfaktoren.
In der Literatur werden sechs Wege zur Idealität angegeben:
1. Eliminiere unterstützende Funktionen
2. Eliminiere Teile
3. Erkenne Selbstbedienung
4. Ersetze Einzelteile, Komponenten oder das ganze System
5. Ändere das Funktionsprinzip
6. Nutze Ressourcen